# Cyperus exaltatus
Cyperus exaltatus är en halvgräsart som beskrevs av Anders Jahan Retzius. Cyperus exaltatus ingår i släktet papyrusar, och familjen halvgräs.

## Underarter
Arten delas in i följande underarter:
- C. e. exaltatus
- C. e. hainanensis
- C. e. megalanthus
- C. e. tenuispicatus